# Boulant de Silésie
Le boulant de Silésie est une race de pigeon domestique originaire de Silésie. Elle est classée dans la catégorie des pigeons boulants.

## Histoire
Le boulant de Silésie existe depuis des siècles en Silésie, ancienne province du royaume de Prusse, où il a été sélectionné  pour sa robustesse par des éleveurs allemands, les paysans allemands étant en effet majoritaires avant 1945 dans ces provinces de l'Est. Il serait issu du boulant vieil allemand. Aujourd'hui il est surtout présent en Allemagne, où il est élevé partout dans le pays. Il fait partie du sous-groupe des grands boulants moyens sur pattes.

## Description

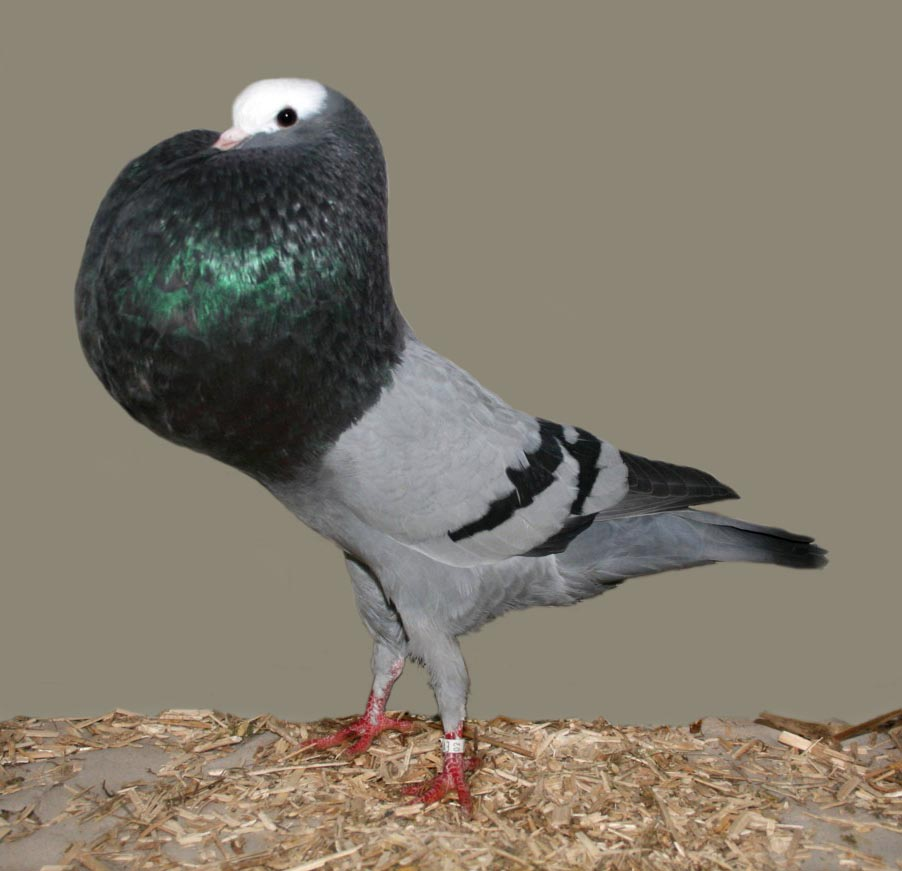
Boulant de Silésie bleu barré noir, variété moine

C'est un pigeon à l'allure élégante, mince, mais à la silhouette puissante, gonflant bien sa poitrine. Il mesure jusqu'à 42 cm de la pointe du bec à la queue. La partie postérieure inférieure est plus courte que la partie avant supérieure (3/5 devant, 2/5 derrière). Sa ligne dorsale est légèrement creuse. Son port est bien en hauteur ; il a les jambes moyennes et les tarses lisses. Il donne une impression d'harmonie. C'est un pigeon au tempérament vif,.
Ses couleurs de plumage sont fort variées, ainsi que ses dessins. Il existe en effet plus de soixante-dix variétés. On le trouve notamment en unicolore en noir, rouge, jaune, blanc, bleu barré noir (ou barré foncé) ou non ; bleu cendré barré ou non, rouge cendré ou jaune cendré barré ou non ; à bouclier rouge, jaune, ou bleu ; écaillé bleu, rouge cendré ou jaune cendré ; blanc barré rouge ou jaune ; variété dite « Schalaster » en noir, rouge, jaune ou bleu ; à plaques blanches en noir, rouge, ou jaune barré ou non ; bleu barré noir ou blanc ; écaillé bleu, bleu cendré barré foncé ou non ; écaillé rouge cendré, jaune cendré ou bleu cendré ; barré blanc en noir, rouge, jaune ou bleu ; variété « moine » (impression de « col roulé » de la tête colorée) avec plumes au bout des ailes blanches en noir, rouge, jaune, bleu barré noir ou non, bleu cendré barré foncé ou non ; rouge cendré maillé, jaune cendré maillé, bleu cendré maillé...

## Galerie de photos

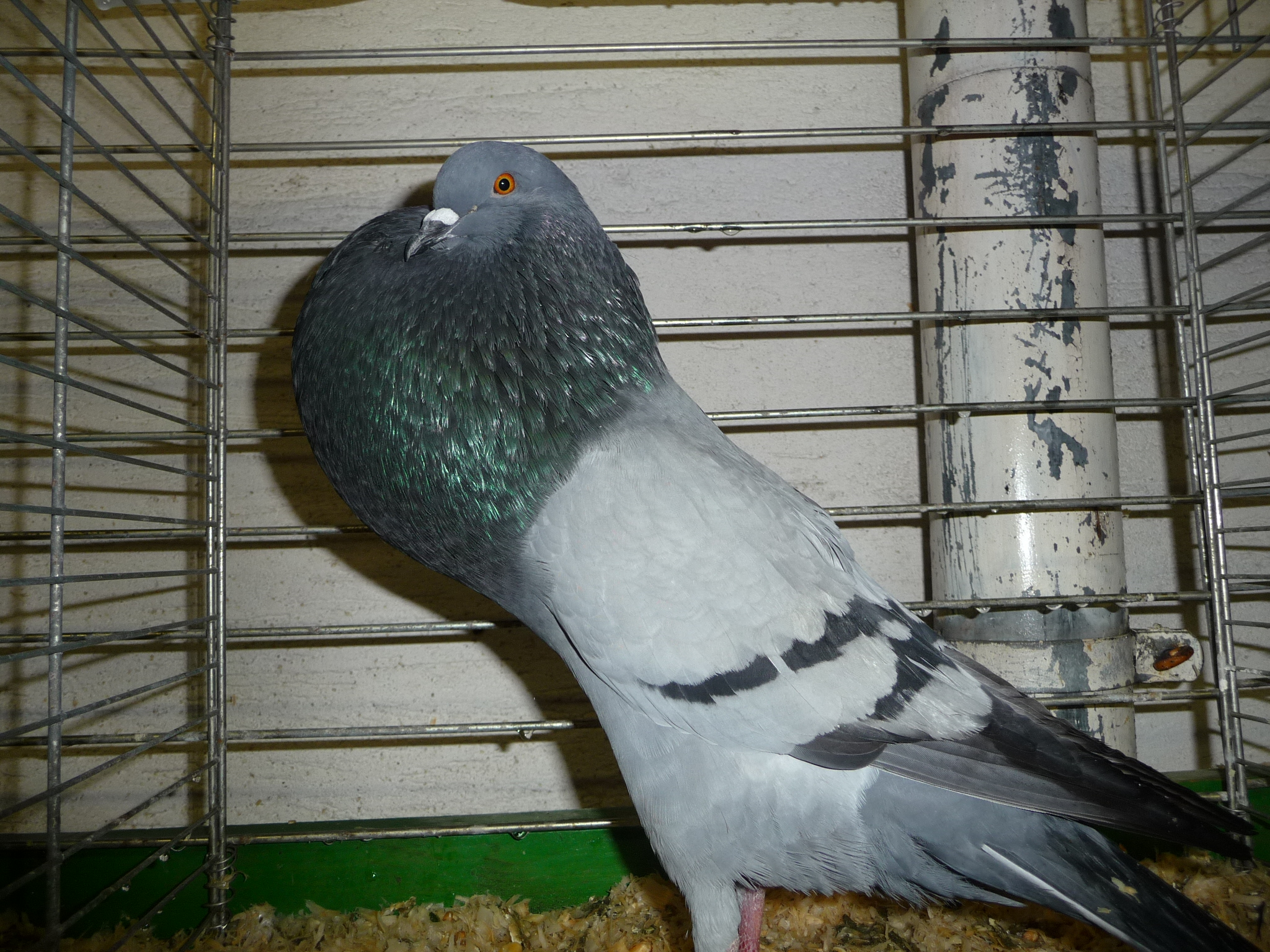
Boulant de Silésie bleu barré
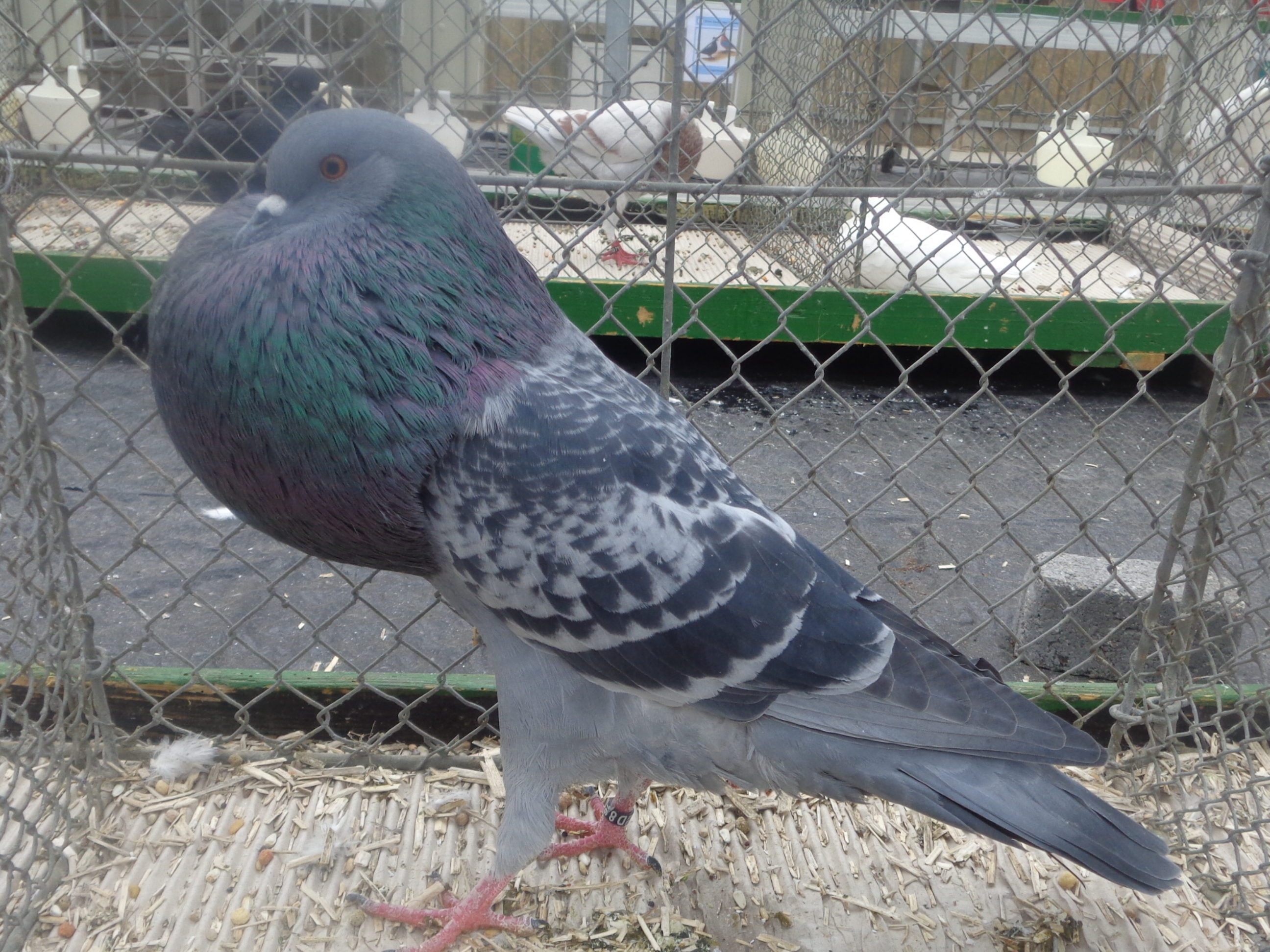
Boulant de Silésie bleu écaillé
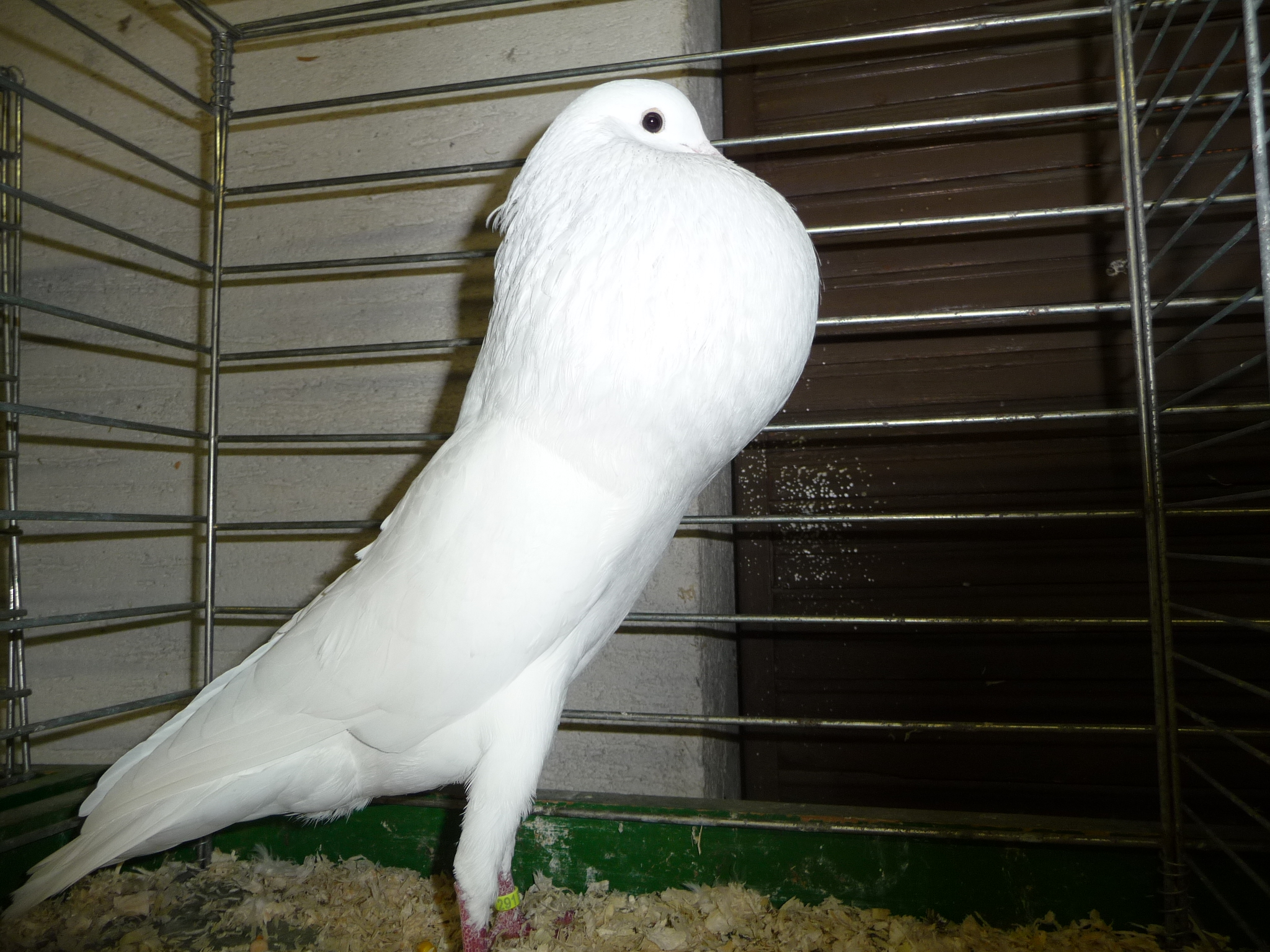
Boulant de Silésie blanc